# 10 km (rejon nielidowski)
10 km (ros. 10 км) – przystanek kolejowy w miejscowości Mirnyj, w rejonie nielidowskim, w obwodzie twerskim, w Rosji. Położony jest na linii Ziemcy - Żarkowskij.